# Валери Сираков
Валери Иванов Сираков е български икономист и политик от партия „Възраждане“. Народен представител в XLIX народно събрание.

## Биография
Валери Сираков е роден на 3 юни 1956 г. в град Велико Търново, където баща му е офицер. По-късно се премества да живее в Червен бряг, където завършва средното си образование. Завършва икономика в Стопанската академия в Свищов, там се запознава с бъдещата си съпруга, която е от Видин. През 1980 г. постъпва на работа в Държавния финансов контрол, където работи 15 години.

## Политическа дейност
През 2016 г. започва да симпатизира на партия „Възраждане“, а през 2017 г. става член на партията.
На парламентарните избори през 2023 г. е кандидат за народен представител от листата на партия „Възраждане“, водач в 5 МИР Видин. Избран е за народен представител от същия многомандателен избирателен район.